# ドーナツキング
ドーナツキング (Donut King) は、クイーンズランド州ゴールドコーストに本拠を置く、オーストラリア最大のドーナツ店のフランチャイズ・チェーン。

## 歴史

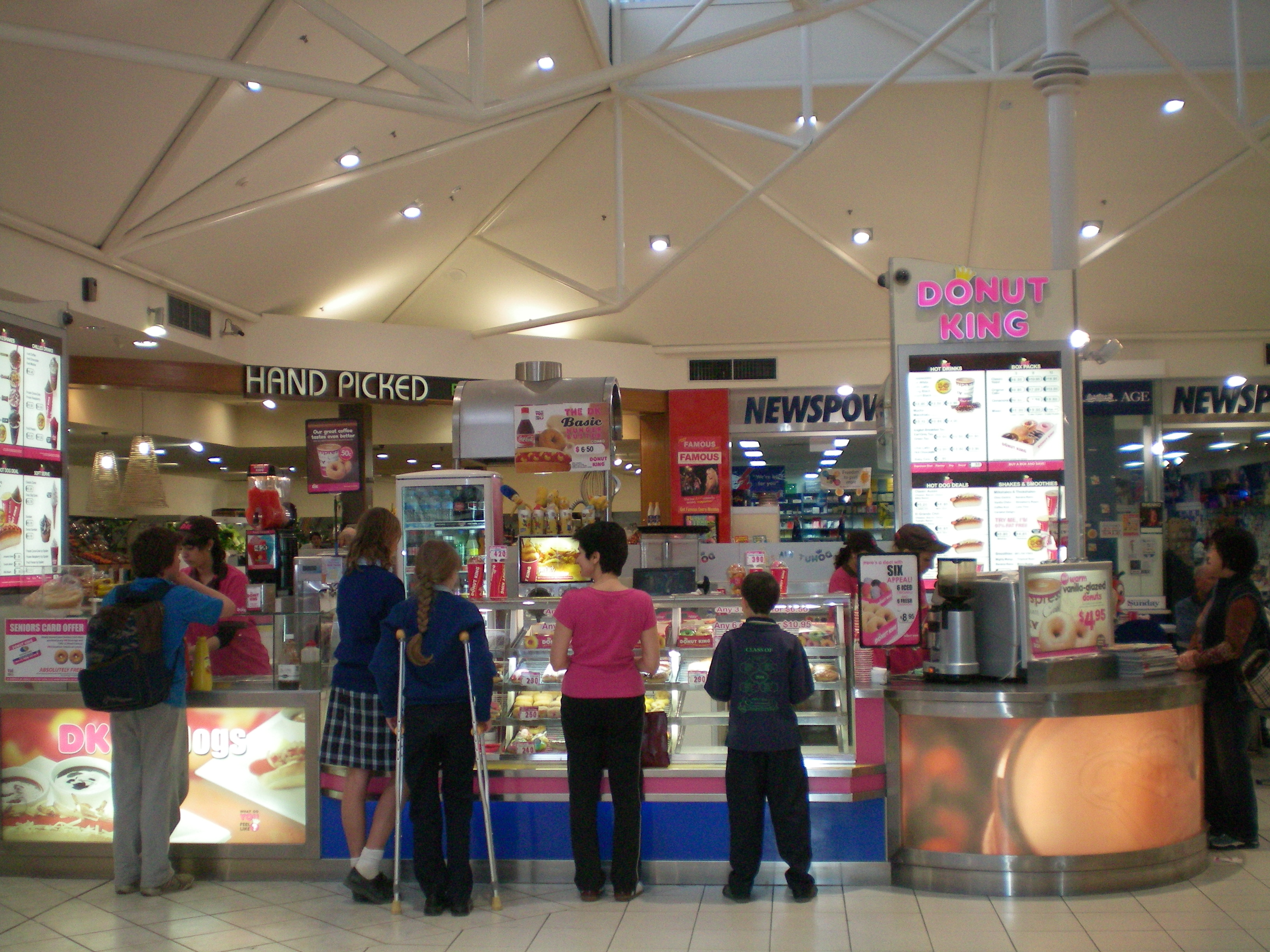
ビクトリア州 Doncaster East のショッピングセンター内にある店舗。

ドーナツキングのチェーンは、1981年にシドニーで創業し、その後、ゴールドコーストを本拠とするリテール・フード・グループ社がライセンスを受けて、運営にあたっている。リテール・フード・グループは、ほかにものミシェルズ・パティセリーやブランビーズ・ベーカリーズ。bb'sカフェ (bb's Cafe) のチェーン運営を手がけ、オーストラリアとニュージーランドで、合わせて1050店舗を運営している。
2012年4月時点で、オーストラリアには350店舗以上のドーナツキングが展開しており、ほとんどすべての主要なショッピングセンターへの出店が行なわれていた。2008年7月、上海を拠点とするマクブランズ (Mak Brands) 社と全面的なライセンス契約を結び、オーストラリアのブランドとして初めて、中国市場への進出を果たした。その後、中国には14店舗が展開されている。中国語では「多楽星（多乐星）」と表記される。

## 商品
ドーナツキングは、ドーナツのほか、様々な食べ物や飲み物を提供しており、コーヒー、茶類、ソフトドリンク、ミルクセーキ、ソフトクリーム、冷凍炭酸飲料、ホットドッグなどを扱っている。こうした商品は、販売促進策ないし「ディール」として、ドーナツと一緒に提供されることが多い。

## 世界最大のドーナツ
2007年12月5日、ドーナツキングは、『ザ・シンプソンズ MOVIE』のDVDリリースを祝う行事として、世界最大のドーナツの作成に挑戦した。この巨大ドーナツには、9万個以上のドーナツと2分の1トンほどのピンク色のアイシング、30キログラムほどのキラキラ輝くデコレーションが、ドーナツキングから提供された。40人がかりで9時間をかけて制作された巨大なドーナツは、6メートルの大きさに達し、重さは3.5トンあった。